# Peristeria selligera
Peristeria selligera är en orkidéart som beskrevs av Heinrich Gustav Reichenbach. Peristeria selligera ingår i släktet Peristeria och familjen orkidéer.
Artens utbredningsområde är Guyana. Inga underarter finns listade i Catalogue of Life.